# Colleen Dewhurst
Colleen Rose Dewhurst (Montréal, 3 giugno 1924 – South Salem, 22 agosto 1991) è stata un'attrice canadese.

## Biografia

### Primi anni
Colleen Dewhurst nacque a Montréal nel 1924, unica figlia di Ferdinand Augustus Dewhurst, uomo d'affari e noto giocatore di football, e Frances Marie Woods, una casalinga seguace del Cristianesimo scientista (dottrina che seguirà anche la figlia). La famiglia si trasferì nel Massachusetts nel 1928 o 1929 e successivamente a New York. In seguito alla separazione dei genitori Colleen andò ad abitare con la madre a Whitefish Bay, nel Wisconsin, dove si diplomò nel 1942 alla Riverside University High School.

### Carriera
Il suo primo ruolo fu quello di Julia Cavendish nell'opera teatrale The Royal Family nel 1946, mentre ancora studiava al Carnegie Lyceum. Studiò recitazione all'Accademia americana di arti drammatiche e ottenne la piccola parte danzante della vicina di casa in Desire Under the Elms di Eugene O'Neill nel 1952, il suo debutto professionale a Broadway. Continuò a lavorare in teatro fino al 1990, ma la sua più importante interpretazione fu nel 1974, in A Moon for the Misbegotten di O'Neill, in cui recitò la parte della protagonista con Jason Robards e Ed Flanders.
Il 16 settembre 1957 fece la sua prima apparizione televisiva nell'episodio First Prize for Murder della serie Studio One. Nel 1959, invece, comparve per la prima volta al cinema nel ruolo dell'Arcangelo Gabriele nel film La storia di una monaca, diretto da Fred Zinnemann e con Audrey Hepburn come protagonista. Continuò a recitare principalmente in televisione partecipando a sporadici episodi di serie televisive o in film TV fino al 1990, mentre al cinema comparirà fino al 1991, l'anno della sua morte. I suoi ultimi film sono stati Scelta d'amore - La storia di Hilary e Victor, in cui recitò al fianco del figlio Campbell Scott, e Bed & Breakfast, una commedia romantica.

### Vita privata

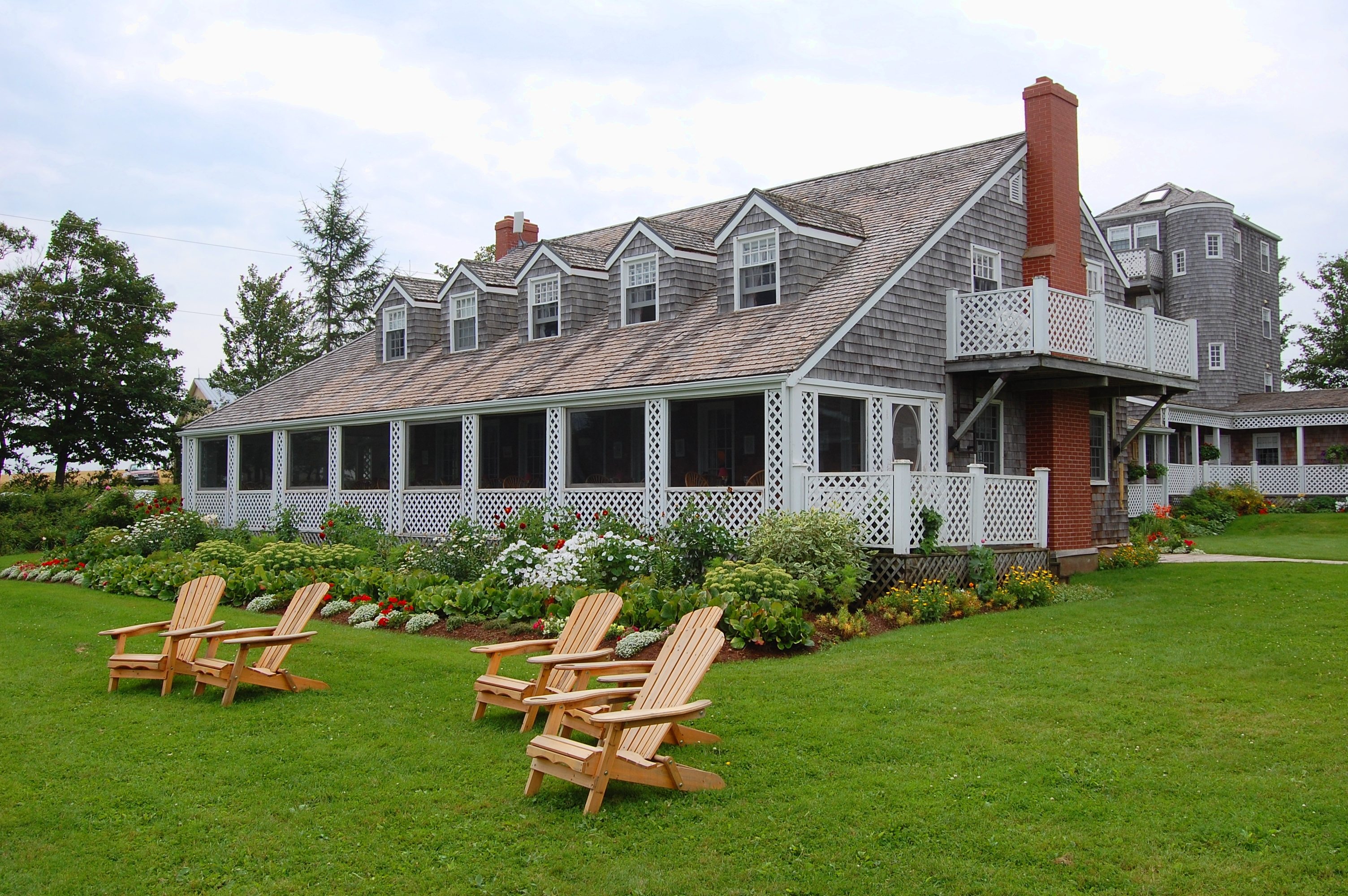
La casa estiva della Dewhurst. Ora è una locanda privata.

Colleen Dewhurst fu sposata con James Vickery dal 1947 al 1960, anno in cui divorziò per sposare George C. Scott. Conobbe Scott nel 1958 recitando con lui in Children of Darkness: erano entrambi sposati e divorziarono dai loro rispettivi coniugi per sposarsi. Da questa unione nacquero due figli Alexander Scott, nato nel 1960, e Campbell Scott, nato nel 1961. Nel 1965 la Dewhurst divorziò da Scott, lo risposò il 4 luglio 1967 e divorziò nuovamente il 2 febbraio 1972.
Negli ultimi anni della sua vita visse in un podere nella borgata di South Salem, nello Stato di New York, con il suo compagno Ken Marsolais, con il quale convisse dal 1975 fino alla sua morte. Ebbero anche una casa estiva nell'area non incorporata di Fortune Bridge dell'Isola del Principe Edoardo costruita dal drammaturgo Elmer Blaney Harris.
Le venne diagnosticata una neoplasia della cervice uterina, ma rifiutò ogni cura medica, restando fedele agli insegnamenti del Cristianesimo scientista. Morì all'età di 67 anni nella sua casa di South Salem, venendo poi cremata, con le sue ceneri, che vennero poi riconsegnate alla famiglia. Alla sua memoria fu dedicata l'opera di Broadway On Borrowed Time (9 ottobre 1991 - 5 gennaio 1992), in cui comparve anche il suo ex-marito George C. Scott.

## Filmografia

### Cinema
- La storia di una monaca (The Nun's Story), regia di Fred Zinnemann (1959)
- Spionaggio al vertice (Man on a String), regia di André De Toth (1960)
- Una splendida canaglia (A Fine Madness), regia di Irvin Kershner (1966)
- L'ultima fuga (The Last Run), regia di Richard Fleischer (1971)
- I cowboys (The Cowboys), regia di Mark Rydell (1972)
- È una sporca faccenda, tenente Parker! (McQ), regia di John Sturges (1974)
- Io e Annie (Annie Hall), regia di Woody Allen (1977)
- The Third Walker, regia di Teri McLuhan (1978)
- Castelli di ghiaccio (Ice Castles), regia di Donald Wrye (1978)
- Quando chiama uno sconosciuto (When a Stranger Calls), regia di Fred Walton (1979)
- Tribute - Serata d'onore (Tribute), regia di Bob Clark (1980)
- Split Cherry Tree, regia di Andrej Končalovskij – cortometraggio (1982)
- La zona morta (The Dead Zone), regia di David Cronenberg (1983)
- Il ragazzo che sapeva volare (The Boy Who Could Fly), regia di Nick Castle (1986)
- Termini Station, regia di Allan King (1989)
- L'esorcista III (The Exorcist III), regia di William Peter Blatty (1990) – voce, non accreditata
- Woman in the Wind, regia di Gerardo Puglia (1990)
- Scelta d'amore - La storia di Hilary e Victor (Dying Young), regia di Joel Schumacher (1991)
- Bed & Breakfast - Servizio in camera (Bed & Breakfast), regia di Robert Ellis Miller (1991)

### Televisione

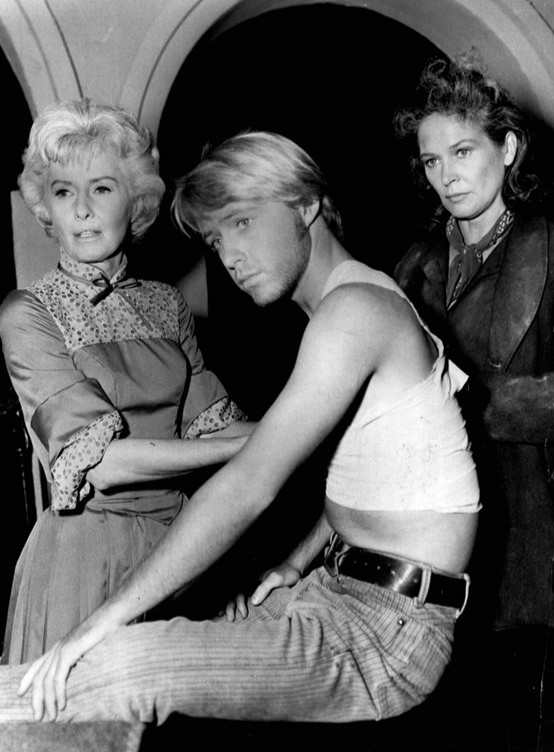
Colleen Dewhurst (a destra) con Barbara Stanwyck e Michael Burns nel 1966 sul set di Un giorno di terrore (A Day of Terror), episodio de La grande vallata

- Studio One – serie TV, episodio 10x02 (1957)
- Kraft Television Theatre – serie TV, episodio 11x51 (1958)
- Una donna poliziotto (Decoy) – serie TV, episodio 1x07 (1958)
- The DuPont Show of the Month – serie TV, episodi 2x02-3x03 (1958-1959)
- The United States Steel Hour – serie TV, episodi 7x02-10x13 (1959-1963)
- Play of the Week – serie TV, episodi 1x01-1x03-2x23 (1959-1961)
- The Foxes, regia di Howard Jaffe – film TV (1961)
- Ben Casey – serie TV, episodio 1x04 (1961)
- Focus, regia di Fielder Cook – film TV (1962)
- Il virginiano (The Virginian) – serie TV, episodio 1x01 (1962)
- The Nurses – serie TV, episodio 1x03 (1962)
- Undicesima ora (The Eleventh Hour) – serie TV, episodio 1x04 (1962)
- The DuPont Show of the Week – serie TV, episodio 2x16 (1963)
- Camera Three – serie TV, episodi 9x11-9x12 (1963)
- Assistente sociale (East Side/West Side) – serie TV, episodio 1x24 (1964)
- Il dottor Kildare (Dr. Kildare) – serie TV, episodio 4x24 (1965)
- L'ora di Hitchcock (The Alfred Hitchcock Hour) – serie TV, episodio 3x28 (1965)
- Festival – serie TV, episodio 6x02 (1965)
- F.B.I. (The F.B.I.) – serie TV, episodio 1x22 (1966)
- La grande vallata (The Big Valley) – serie TV, episodio 2x13 (1966)
- The Crucible, regia di Alex Segal – film TV (1967)
- ITV Saturday Night Theatre – serie TV, episodio 3x16 (1971)
- You Are There – serie TV, 1 episodio (1971)
- Hallmark Hall of Fame – serie TV, episodi 20x2-22x1 (1971-1972)
- Wide World Mystery – serie TV, 1 episodio (1973)
- Legend in Granite, regia di Jack Smight – cortometraggio TV (1973)
- The Music School, regia di John Korty – film TV (1974)
- Parker Adderson, Philosopher, regia Arthur Barron – film TV (1974)
- The Story of Jacob and Joseph, regia di Mihalis Kakogiannis – film TV (1974)
- A Moon for the Misbegotten, regia di José Quintero e Gordon Rigsby – film TV (1975)
- Silent Victory: The Kitty O'Neil Story, regia di Lou Antonio – film TV (1979)
- Studs Lonigan, regia di James Goldstone – miniserie TV (1979)
- And Baby Makes Six, regia di Waris Hussein – film TV (1979)
- Mary and Joseph: A Story of Faith, regia di Eric Till – film TV (1979)
- Death Penalty, regia di Waris Hussein – film TV (1980)
- Escape, regia di Robert Michael Lewis – film TV (1980)
- La tragedia della Guyana (Guyana Tragedy: The Story of Jim Jones), regia di William A. Graham – miniserie TV (1980)
- The Women's Room, regia di Glenn Jordan – film TV (1980)
- Aiuto, ho incontrato l'amore! (A Perfect Match), regia di Mel Damski – film TV (1980)
- Baby Comes Home, regia di Waris Hussein – film TV (1980)
- Final Assignment, regia di Paul Almond – film TV (1980)
- A Few Days in Weasel Creek, regia di Dick Lowry – film TV (1981)
- Quincy (Quincy M.E.) – serie TV, episodio 7x13 (1982)
- Between Two Brothers, regia di Robert Michael Lewis – film TV (1982)
- Il grigio e il blu (The Blue and the Gray), regia di Andrew V. McLaglen – miniserie TV (1982)
- Sometimes I Wonder, regia di Gary R. Lindberg – film TV (1983)
- Great Performances – programma TV, puntata 12x02-13x04 (1983)
- You Can't Take It with You, regia di Kirk Browning e Ellis Rabb – film TV (1984)
- Detective per amore (Finder of Lost Loves) – serie TV, episodio 1x5 (1984)
- The Glitter Dome, regia di Stuart Margolin – film TV (1984)
- Love Boat (The Love Boat) – serie TV, episodi 8x11-8x12 (1984)
- A.D. - Anno Domini (A.D.) – miniserie TV, 3 puntate (1985)
- Anna dai capelli rossi (Anne of Green Gables), regia di Kevin Sullivan – miniserie TV (1985)
- Between Two Women, regia di Jon Avnet – film TV (1986)
- Johnny Bull, regia di Claudia Weill – film TV (1986)
- As Is, regia di Michael Lindsay-Hogg – film TV (1986)
- Sword of Gideon, regia di Michael Anderson – film TV (1986)
- Hitting Home, regia di Robin Spry – film TV (1987)
- Albert e Alice (Bigfoot), regia di Danny Huston – film TV (1987)
- Anna dai capelli rossi - Il sequel (Anne of Green Gables: The Sequel), regia di Kevin Sullivan – miniserie TV (1987)
- Ai confini della realtà (The Twilight Zone) – serie TV, episodio 3x13 (1988)
- Moonlighting – serie TV, episodio 5x06 (1989)
- Those She Left Behind, regia Waris Hussein – film TV (1989)
- Murphy Brown – serie TV, 4 episodi (1989-1990)
- Kaleidoscope, regia di Jud Taylor – film TV (1990)
- La strada per Avonlea (Road to Avonlea) – serie TV, episodi 1x03-1x04-2x04 (1990)
- Lantern Hill, regia di Kevin Sullivan – film TV (1990)

## Doppiatrici italiane
- Paila Pavese in Anna dai capelli rossi, Anna dai capelli rossi - Il sequel, La strada per Avonlea
- Anna Miserocchi in Una splendida canaglia, Quando chiama uno sconosciuto
- Dina Perbellini in La storia di una monaca
- Adriana De Roberto in I cowboys
- Rosalba Oletta in È una sporca faccenda, tenente Parker!
- Gemma Griarotti in Il ragazzo che sapeva volare
- Solvejg D'Assunta in Moonlighting

Da doppiatrice è sostituita da:
- Luca Biagini in L'esorcista III

## Teatro
- The Royal Family - Carnegie Lyceum Theatre (1946)
- Desire Under the Elms, regia di Harold Clurman - American National Theatre Academy (16 gennaio - 23 febbraio 1952)
- Tamburlaine the Great, regia di Tyrone Guthrie - Winter Garden Theatre (19 gennaio - 4 febbraio 1956)
- Titus Andronicus - East Side Amphitheatre (1956)
- The Taming of the Shrew - Emmanuel Presbyterian Church (1956)
- Camille - Cherry Lane Theatre (1956)
- The Eagle Has Two Heads, regia di Miles Dickson - Actors Playhouse (13 dicembre 1956 - 13 gennaio 1957)
- Macbeth - Belvedere Lake Theatre (1957)
- The Country Wife, regia di George Devine - Adelphi Theatre (27 novembre 1957 - 4 gennaio 1958)
- Children of Darkness, regia di Jose Quintero - Circle in the Square (28 febbraio - 30 giugno 1958)
- A Moon for the Misbegotten, Festival of Two Worlds di Spoleto (1958)
- Antony and Cleopatra - Heckscher Theatre (1959)
- Caligola (Caligula), regia di Sidney Lumet - 54th Street Theatre (16 febbraio - 19 marzo 1960)
- All the Way Home, regia di Arthur Penn - Belasco Theatre (30 novembre 1960 - 16 settembre 1961)
- Great Day in the Morning, regia di José Quintero - Henry Miller's Theatre (28 marzo - 7 aprile 1962)
- Desire Under the Elms, regia di Jose Quintero - Circle in the Square (8 gennaio - 15 dicembre 1963)
- Antony and Cleopatra, regia di Joseph Papp - Delacorte Theatre (13 giugno 1963 - ?)
- The Ballad of the Sad Cafe, regia di Alan Schneider - Martin Beck Theatre (30 ottobre 1963 - 15 febbraio 1964)
- A Moon for the Misbegotten, Studio Arena Theatre (1965)
- The Little Foxes - Studio Arena Theatre (1966)
- More Stately Mansions, regia di José Quintero - Broadhurst Theatre (31 ottobre 1967 - 2 marzo 1968)
- Hello and Goodbye, regia di Barney Simon - Sheridan Square Playhouse (18 settembre - 26 ottobre 1969)
- The Good Woman of Setzuan, regia di Robert Symonds - Vivian Beaumont Theatre (5 novembre - 13 dicembre 1970)
- All Over, regia di John Gielgud - Martin Beck Theatre (28 marzo - 1º maggio 1971)
- The Big Coca-Cola Swamp in the Sky - Westport Country Playhouse (1971)
- Mourning Becomes Electra, regia di Theodore Mann - Circle in the Square/Joseph E. Levine Theatre (15 novembre - 31 dicembre 1972)
- Hamlet, regia di Gerald Freedman - Delacorte Theatre/Central Park (20 giugno - 16 luglio 1972)
- A Moon for the Misbegotten, regia di José Quintero - Morosco Theatre (29 dicembre 1973 - 17 novembre 1974)
- A Moon for the Misbegotten - Center Theatre Group, Ahmanson Theatre (1974 - 1975)
- A Gala Benefit Show - Circle in the Square (1974)
- Artichoke - Long Wharf Theatre (1975 - 1976)
- Who's afraid of Virginia Woolf?, regia di Edward Albee - Music Box Theatre (1º aprile - 11 luglio 1976)
- An Almost Perfect Person - Arlington Park Theatre (1976 - 1977)
- An Almost Perfect Person, regia di Zoe Caldwell - Belasco Theatre (27 ottobre 1977 – 28 gennaio 1978)
- The Dance of Death - Massachusetts Center Repertory Company (1977)
- Are You Now or Have You Ever Been - Promenade Theatre (1977)
- Are You Now or Have You Ever Been, regia di John Bettenbender - Century Theatre (15 ottobre 1978 - 4 febbraio 1979)
- Taken in Marriage, regia di Robert Allan Ackerman - Public Theatre/Newman Theatre (22 febbraio - 1º aprile 1979)
- Ned & Jack - Hudson Guild Theatre (1981) - Regista
- Ned & Jack - Little Theatre (8 novembre 1981) - Regista
- Night of 100 Stars - Radio City Music Hall (1982)
- The Queen and the Rebels, regia di Waris Hussein - Plymouth Theatre (30 settembre - 7 novembre 1982)
- You Can't Take It with You - Paper Mill Playhouse (1982 - 1983)
- You Can't Take It with You, regia di Ellis Rabb - Plymouth Theatre (4 aprile 1983 - 1º gennaio 1984)
- Festival of One-Act Plays, atto "The Only Woman General" - American Place Theatre (1984)
- Rainsnakes - Long Wharf Theatre (1984 - 1985)
- Night of 100 Stars II - Radio City Music Hall (1985)
- A Seagull - Eisenhower Theatre (1985 - 1986)
- My Gene, regia di Andre Ernotte - Public Theatre/Martinson Hall (29 gennaio - 22 marzo 1987)
- Long Day's Journey into Night - Yale Repertory Theatre (1987 - 1988)
- Long Day's Journey into Night, regia di José Quintero - Neil Simon Theatre (14 giugno - 23 luglio 1988)
- Ah, Wilderness!, regia di Arvin Brown - Neil Simon Theatre (23 luglio 1988)
- Love Letters, regia di John Tillinger - Promenade Theatre (27 marzo - 15 ottobre 1989)
- Love Letters, regia di John Tillinger - Edison Theatre (31 ottobre - 5 novembre 1989)

## Riconoscimenti
| Anno | Premio              | Categoria                                                                 | Film / Opera teatrale                                                | Risultato  |
| ---- | ------------------- | ------------------------------------------------------------------------- | -------------------------------------------------------------------- | ---------- |
| 1957 | Obie Award          | Best Actress                                                              | The Taming of the Shrew, The Eagle Has Two Heads, Camille            | Vinto      |
| 1961 | Tony Award          | Actress, Supporting or Featured (Dramatic)                                | All the Way Home                                                     | Vinto      |
| 1962 | Premio Emmy         | Outstanding Performance in a Supporting Role by an Actress                | Focus                                                                | Nomination |
| 1962 | Tony Award          | Actress (Dramatic)                                                        | Great Day in the Morning                                             | Nomination |
| 1963 | Obie Award          | Best Actress                                                              | Desire Under the Elms                                                | Vinto      |
| 1964 | Tony Award          | Actress (Dramatic)                                                        | The Ballad of the Sad Cafe                                           | Nomination |
| 1968 | Premio Emmy         | Outstanding Single Performance by an Actress in a Leading Role in a Drama | The Crucible                                                         | Nomination |
| 1968 | Tony Award          | Actress (Dramatic)                                                        | More Stately Mansions                                                | Nomination |
| 1971 | Premio Emmy         | Outstanding Single Performance by an Actress in a Leading Role            | ITV Saturday Night Theatre Ep. 3x16: The Price                       | Nomination |
| 1972 | Bronze Wrangler     | Theatrical Motion Picture                                                 | I cowboys                                                            | Vinto      |
| 1972 | Tony Award          | Actress (Dramatic)                                                        | All Over                                                             | Nomination |
| 1973 | Tony Award          | Actress (Dramatic)                                                        | Mourning Becomes Electra                                             | Nomination |
| 1974 | Sarah Siddons Award | Per il suo lavoro nel Chicago theatre                                     | Per il suo lavoro nel Chicago theatre                                | Vinto      |
| 1974 | Tony Award          | Actress (Dramatic)                                                        | A Moon for the Misbegotten                                           | Vinto      |
| 1976 | Premio Emmy         | Outstanding Lead Actress in a Drama or Comedy Special                     | A Moon for the Misbegotten                                           | Nomination |
| 1977 | Tony Award          | Actress (Play)                                                            | Who's Afraid of Virginia Woolf?                                      | Nomination |
| 1979 | Premio Emmy         | Outstanding Supporting Actress in a Limited Series or a Special           | Silent Victory: The Kitty O'Neil Story                               | Nomination |
| 1981 | Premio Emmy         | Outstanding Supporting Actress in a Limited Series or a Special           | The Women's Room                                                     | Nomination |
| 1981 | Genie Award         | Best Performance by an Actress in a Supporting Role                       | Tribute - Serata d'onore                                             | Nomination |
| 1986 | Premio Emmy         | Outstanding Supporting Actress in a Miniseries or a Special               | Between Two Women                                                    | Vinto      |
| 1986 | Gemini Award        | Best Performance by a Supporting Actress                                  | Anna dai capelli rossi                                               | Vinto      |
| 1988 | Gemini Award        | Best Performance by a Supporting Actress                                  | Anna dai capelli rossi - Il sequel                                   | Vinto      |
| 1989 | Premio Emmy         | Outstanding Guest Actress in a Comedy Series                              | Murphy Brown Ep. 1x15: Mama Said                                     | Vinto      |
| 1989 | Premio Emmy         | Outstanding Supporting Actress in a Miniseries or a Special               | Those She Left Behind                                                | Vinto      |
| 1989 | Genie Award         | Best Performance by an Actress in a Supporting Role                       | Hitting Home                                                         | Vinto      |
| 1990 | Premio Emmy         | Outstanding Guest Actress in a Drama Series                               | La strada per Avonlea Ep. 1x3: The Quarantine at Alexander Abraham's | Nomination |
| 1990 | Premio Emmy         | Outstanding Supporting Actress in a Miniseries or a Special               | Lantern Hill                                                         | Nomination |
| 1990 | Gemini Award        | Best Guest Performance in a Series by an Actor or Actress                 | La strada per Avonlea                                                | Nomination |
| 1990 | Genie Award         | Best Performance by an Actress in a Leading Role                          | Termini Station                                                      | Nomination |
| 1991 | ACE Award           | Supporting Actress in a Movie or Miniseries                               | Lantern Hill                                                         | Nomination |
| 1991 | Premio Emmy         | Outstanding Guest Actress in a Comedy Series                              | Murphy Brown Ep. 3x6: Bob And Murphy And Ted And Avery               | Vinto      |
| 1991 | Premio Emmy         | Outstanding Guest Actress in a Drama Series                               | La strada per Avonlea Ep. 1x4: The Materializing Of Duncan McTavish  | Nomination |